# Ac-60
Ac-60 (N-бутил-N-(4-сульфобутил)-п-фенилендиамин) — органическое соединение, производное п-фенилендиамина с формулой C14H24N2O3S, использовалось как цветное проявляющее вещество в фотографии фирмой Agfa и некоторыми другими.
Торговые наименования: ЦПВ-54 (СССР и Россия), Color Developer 60 (Merck, Германия), LA-196.

## Физические и химические свойства
Красноватый порошок, хорошо растворимый в воде. Молярная масса — 300,417 г/моль.

## Применение
Применялся в виде сернокислой соли для обработки цветных фотобумаг «Agfa-Gevaert», «Forte», «Foma». Заменил ЦПВ-2 из-за ряда преимуществ:
- высокой насыщенности фотоотпечатков[2][7];
- меньшей паразитной диффузией окисленных форм в другие слои из-за меньшей подвижности этих форм[3];
- малой токсичностью[1].

Вышел из употребления из-за прекращения выпуска цветных фотобумаг фирмой Agfa и переходом на процесс RA-4, где используется другое проявляющее вещество — CD-3.

## Безопасность
Не оказывает токсического действия.